# Cristóvão de Mendonça
Cristóvão de Mendonça (Mourão, c. 1475 - Ormuz, 1530), foi um nobre e explorador português, capitão de Ormuz e comendador de Arenilha na Ordem de Cristo. É-lhe atribuído, entre outros feitos, o descobrimento português da Austrália.

## Biografia
Sabe-se que partiu de Lisboa em 23 de Abril de 1519 para a Índia na armada de 14 naus, sob o comando de Jorge de Albuquerque. Comandava a nau "Graça" que, por motivo de invernada, só a alcançou em 1520. A "Relação dos navios que servem na Índia" confirma que esteve em Goa, a capital do Estado da Índia, em 1521: 
"(...) Navios de Goa (...) Item, ho bargantym em que andava ho Barbudo.
Este bargantym levou Cristóvão de Mendonça.
Estes navios acheii em Goa quando por hi pasamos o ano passado [1521] e os tenho em meu livro. (...)"
A mesma fonte indica a partida de Malaca, em 1521, com três naus, de Mendonça numa expedição para a descoberta da chamada "Ilha do Ouro" ou das chamadas "Ilhas do Ouro", então supostamente localizadas a sul das Índias Orientais, descobrindo a Austrália: 
"(...) (1522) Armada de Cristovam de Mendonça que foy descobrir a ilha do ouro no ditto tempo.
Item, ho navyo Sam Christovam em que elle vaii
Item, a caravella Rosayro capitão Pedr'Eanes Francces
Item, ho bragantym Sant'Antonio capitão Francisco Pereira
Item, hum parao capitão Gonçalo Homem que he seu e carrega-se a custa dell reii per hordenança do governador que ho asy requereo por ho aver por seu serviço pêra este descobrimento. (...)
Embora se desconheça a duração e percurso da viagem, em Março ou Maio de 1524 Mendonça aportou ao cabo da Boa Esperança.      
A viagem teria sido mantida em sigilo à época, uma vez que esta exploração violaria o estabelecido no Tratado de Tordesilhas (1494), pelo qual a região (e suas riquezas) estaria nos domínios da Espanha. Uma destas embarcações pode ser o denominado "Mahogany Ship" (em língua portuguesa, "navio de mogno"), como é conhecido no folclore australiano, que teria naufragado nas proximidades de Warrnambool, Victoria.
Em notícia publicada pelo jornal australiano The Sydney Morning Herald (19 de Março de 2007), o jornalista Peter Trickett reforça os factos de que foram os portugueses, sob o comando de Cristóvão de Mendonça, os primeiros europeus a chegar à Austrália, ainda em 1522, quase duzentos e cinquenta anos antes de James Cook (1770). Num dos mapas mais intrigantes do Atlas de Nicholas Vallard (c. 1547), Trickett constatou, com a ajuda de um computador, que se se rodasse em 90º uma metade do mapa, conseguiria coincidir as costas leste e sul australianas em extraordinário detalhe. Além disso, este mapa em particular regista cento e vinte nomes de localidades escritos em português e não em inglês ou noutra língua qualquer. A origem deste mapa-múndi foi a cidade de Dieppe, na França - por isso, estes mapas são também conhecidos por "Mapas de Dieppe".
Cristóvão de Mendonça teria estado envolvido na construção de fortes em Samatra, como alguns documentos da época indicam. As ruínas de uma estrutura na Austrália, junto a grutas escavadas para exploração de minério, parecem indicar a existência de um forte no local, também atribuído a Cristóvão de Mendonça[carece de fontes?].
Em 1528 foi nomeado Capitão-Mor da Fortaleza de Ormuz, onde veio a morrer.
Os fortes na zona de Ormuz (de Socotorá, Iémen, a Baçorá, Iraque) foram construídos em duas fases: 
- em 1507, quando Afonso de Albuquerque conquistou a região; e
- em 1523, quando Cristóvão de Mendonça retornou da Austrália e foi nomeado Capitão de Ormuz.

A maior parte dos fortes estão localizados no Golfo de Omã, na costa Norte de Omã (Calaiate, Curiate, Jalali e Mirani, Matara, Seebe, Barca, Soar), e um na costa Este dos Emirados Árabes Unidos (Corfação), embora um deles tivesse sido construído no Mar Arábico (Ilha de Socotorá, Iémen), outro na Península de Moçandão (pertencente a Omancassabe), e outro na ilha de Queixome no estreito de Ormuz (pertencente ao Irão) e outros ainda nas costas a sul do Golfo Arábico ou Golfo Pérsico, espalhados pelos Emirados Árabes Unidos, Arábia Saudita, Barém e Iraque.
Junto a antigas minas na Ilha de Masirah, no Mar Arábico, também se encontram as ruínas de um forte. Vários autores acreditam tratar-se das ruínas de um forte português do século XVI, e que provavelmente Cristóvão de Mendonça também tenha estado envolvido na exploração destas minas.[carece de fontes?]

## Dados familiares
Filho segundo de Diogo de Mendonça, 1.º Alcaide-Mor do Castelo de Mourão na sua família, último Anadel-Mor de Besteiros, e de sua mulher Brites ou Beatriz Soares de Albergaria.
Outra filha do casal, Joana de Mendonça, foi desposada como sua segunda mulher, por D. Jaime I, 4.º duque de Bragança, do qual teve, entre outros, o Vice-Rei da Índia D. Constantino de Bragança.
Cristóvão de Mendonça desposou Maria de Vilhena de Tovar, filha de Sancho de Tovar e de sua mulher Guiomar da Silva, não tendo o casal tido descendência.